# Tossal de la Menadella de Forcall
El Tossal de la Menadella es un yacimiento arqueológico ubicado en el término municipal de Forcall, en la vertiente meridional de la sierra de la Menadella ( a unos 1129 metros de altitud), la cual separa los Puertos de Aragón, entre las cuencas de los ríos Bergantes y Guadalope,ven la comarca de los Puertos de Morella, en la provincia de Castellón.
Está catalogado como Bien de Interés Cultural tal y como queda reflejado en la Dirección General de Patrimonio Artístico, de la Generalidad Valenciana. Pese o quizás por su declaración como BIC genérica, no presenta inscripción ministerial, teniendo como identificador el código: 12.01.061-018.

## Historia
El núcleo poblacional de Forcall puede remontase al Neolítico, pese a que la actual población de Forcall tenga su origen en unas alquerías árabes, que debieron ser conquistadas en el año 1235 aproximadamente,vpor las tropas de Gil Garcés de Azagravy Benito de Torres, oficiales de Blasco de Alagón. El 2 de mayo de 1264vForcall adquirió la categoría de villa, bajo la jurisdicción de Morella, procediéndose a su fortificación en el año 1361.
A lo largo de los años, Forcall se enfrentó numerosas veces a Morella, hasta que finalmente su independencia en 1691.
Tuvo una gran importancia durante las guerras carlistas, convirtiéndose en una zona para prisioneros, Forcall sirvió de prisión a 3.000 prisioneros isabelinos capturados por el general Cabrera.
Por otro lado, la dispersión y el reparto de las tierras que ha sido típicas de la zona valenciana, ha dado lugar a la construcción en los pueblos de las masías. Forcall no es una excepción y a lo largo de su término municipal se pueden contemplar un gran número de estos caseríos donde la gente habitaba estas edificaciones, cultivaba y trabajaba las tierras que las rodeaban, cuidaban el ganado y pastoreaban los rebaños…
Pero con la llegada de la industrialización y la mejora de los medios de comunicación se produce un continuo abandono de estas masías e incluso de pueblos enteros, desplazándose la población a las ciudades en busca de mejores oportunidades.
Por otro lado las mejoras en los sistemas productivos así como en los tractores y medios de comunicación y trabajo en general hicieron que el agricultor pudiera ir a vivir a núcleos poblacionales que le permitieran contar con mejores condiciones de vida, tales como agua corriente o luz eléctrica.
Los caseríos se transforman en simples explotaciones ganaderas o bien son abandonados, cultivándose las tierras cercanas.
En Forcall quedan muy pocos caseríos habitados, aunque tienen un papel fundamental en la vigilancia de las tierras. Además, esta forma de vida, en Forcall, ha dejado construcciones de importancia artística considerable y que actualmente están catalogadas como Bien de Interés Cultural.
El Mas de la Menadella debe su nombre a un topónimo de más de 800 años de antigüedad, según queda testimoniado en la Carta Puebla entregada a Morella por Blasco de Alagón en 1233. En el mencionado documento aparece "El Almenariella”, topónimo de marcado origen árabe que hace referencia a fortaleza o atalaya. Pero, esta no es la única denominación que aparece a lo largo de la historia, pese a todo, en un documento del año 1745 figura como "Casa Almenadella arrendada por D. de Miro a Juan y Esteban Dolz (32 CAFI osos)."
El mas ha pasado a lo largo de la historia por muchas manos, se sabe por los estudios del padrón de 1901, el de 1910 y el de 1936, que estuvo habitado durante esos años por la familia de Joaquín Dolz Barberá. De 1954 a 1962, estuvo ocupado por la familia masovera formada por Germán Segura, Modesta Castel y sus hijos: Primitiva, Roberto, Samuel y Antonio, que se trasladaban del más de Marianet. A partir de ese año y hasta 1975, fue ocupado por otra familia de masoveros, y a partir de este último año no ha tenido ningún otro casero.

## Descripción artística
El acceso al mas se hace por un muro que presenta una puerta de madera. El conjunto está formado por varias edificaciones, entre las que destaca el que podría considerarse el edificio principal, el cual presenta unos bloques de alturas diferenciadas. Se puede distinguir en la zona donde se encuentra la puerta principal un bloque con dos alturas, aunque el resto de la edificación presenta tres alturas y están caracterizados por presentar un desnivel en el terreno, que hace preciso descender para poder acceder a ellos. Estos últimos se encuentra sobre los corrales que comunicaban con el interior de la vivienda.
En la vivienda se puede observar una cocina de grandes dimensiones, con una recocina también de grandes dimensiones, con horno y bodega. En la parte superior de la vivienda se encuentran las salas y las habitaciones o alcobas. Finalmente, en la tercera planta se abre la falsa.
Las edificaciones aprovechan el desnivel del terreno para que la parte trasera presente solo una altura de pocas ventanas y una única puerta de acceso.
Solo se contemplan balcones en la fachada principal.
La fábrica de mampostería, con refuerzos en las esquinas de sillares, los forjados son de madera con entrevigado. Todo el complejo enlucido con mortero de cal.
Cerca de la casa, se encuentra la ermita de San Joaquín de la Menadella, y el conocido como “rollo de San Joaquín”, considerado el punto más alto del municipio de Forcall.